# Gotično

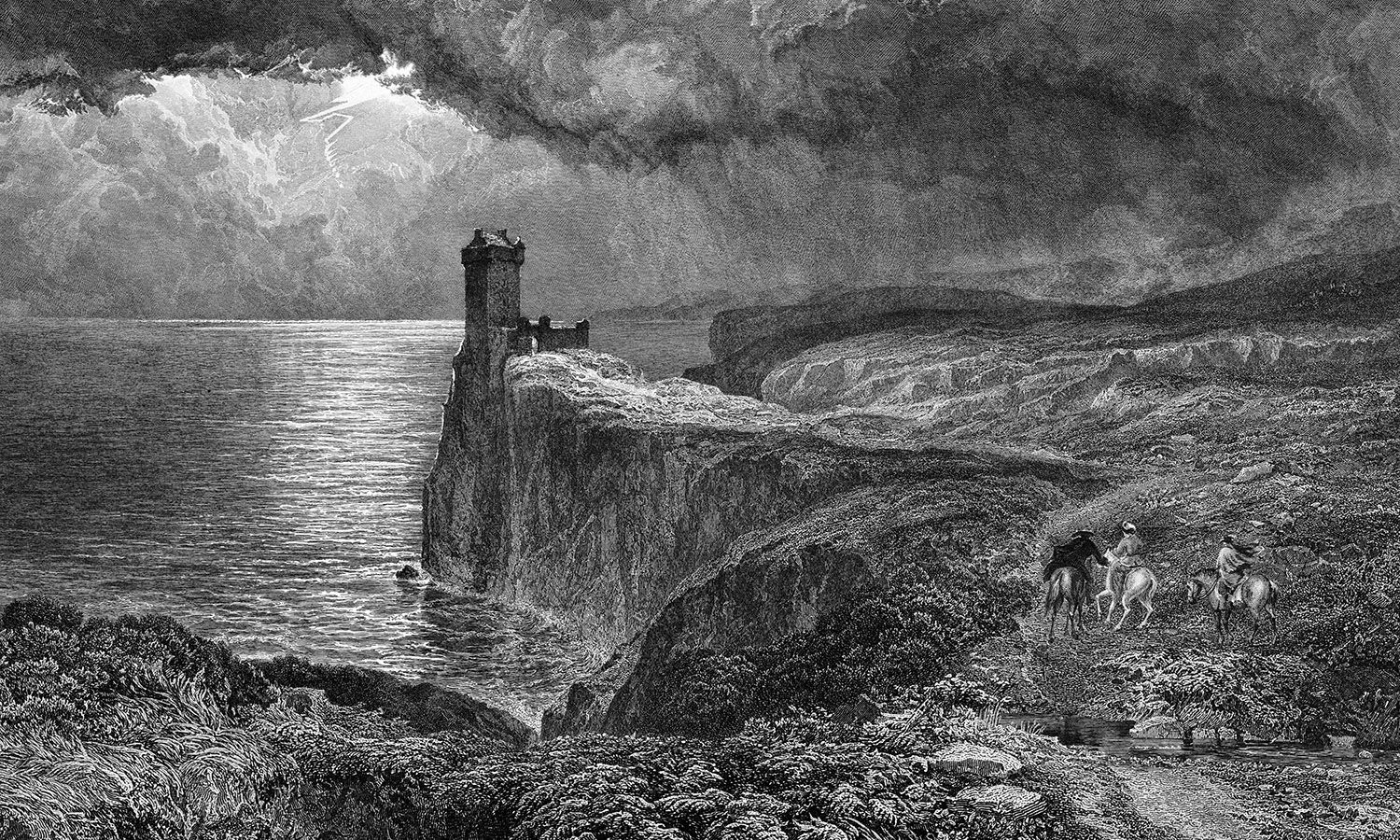
Rytina zachycující „gotickou“ atmosféru starobylého a temného prostředí Scottovy Nevěsty z Lammermooru

Gotično je původně literárněvědný a estetický koncept, s nímž pracuje především angloamerické prostředí. Užívá se při popisu literárních děl, ale také filmů a dalších uměleckých druhů. Profiloval se ve druhé polovině 18. století, kdy navázal na koncept gotiky jako přirozeného protikladu klasicismu, především v architektuře. Gotično je vymezováno jako prvek narušující osvícenskou racionalitu, překvapivé a zdánlivě nevhodné narušení řádu – v původním smyslu ve smyslu spojení nesourodých prvků, v romantickém smyslu pak spojení fantastického a každodenního, mechanického a organického, rozumného a absurdního a podobně. Koncept se postupně vyvinul do pojetí, jež má blízko grotesknu. Klíčová je poeovská „hrůza vycházející z duše“, niternost a mysticismus, fascinace minulostí a náboženstvím; rovněž temnota, barbarství, krutost a násilí, ale také velkolepé hrdinství.
Slovo „gotický“ se od druhé poloviny 18. století stávalo součástí označení žánrů a stylů, především literárních. Nejznámějším gotickým žánrem je anglický gotický román, který počínaje Otrantským zámkem (1762) nabízel snovou, strašidelnou a záhadnou imaginaci a kulisovité prostředí, později také malířskou, lyrickou a hudební inspiraci. V americké literatuře nabylo gotično jiné podoby, již nespojené s historismem – klíčovým prvkem zůstává pouze rozpad racionálního subjektu, dvojnictví a vliv šílenství a zmaru, jak jej ve svých dílech představil zejména Edgar Allan Poe. Důležitým tématem „americké gotiky“ je rovněž politická nestabilita a zhroucení utopie.
Americké prostředí je však spojeno především s fenoménem „jižanské gotiky“ – částečně pod vlivem Poea se gotický způsob psaní silně rozvinul na americkém Jihu, a to v dílech autorů, jako byli William Faulkner, Flannery O'Connorová, Eudora Weltyová a četní další. Gotické prvky zahrnují strašidelná místa, upadající koloniální sídla a plantáže, ale také rasové napětí, dědictví otrokářství a Konfederace, sociální nerovnosti, násilí a chudobu, nestvůry, upíry či voodoo.